# Daniel Tătaru

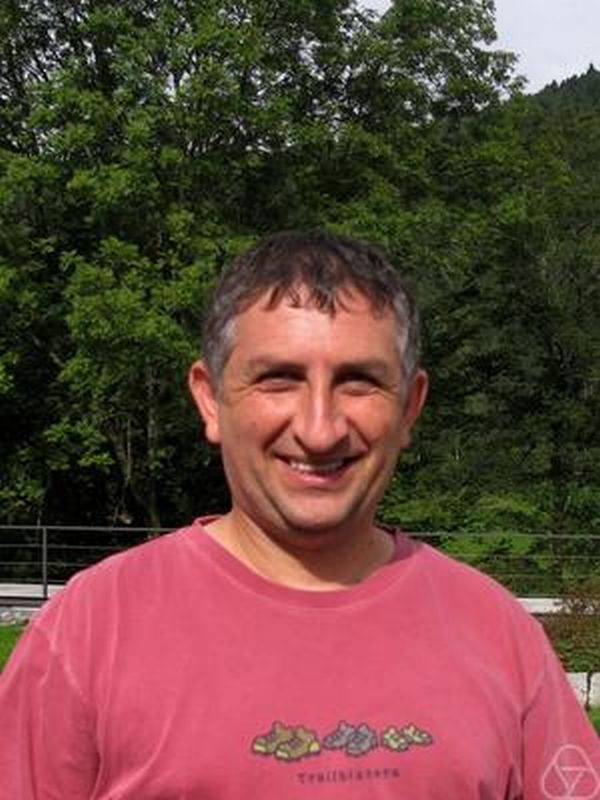
Daniel Tataru in Oberwolfach 2010

Daniel Tătaru (auch Daniel Tataru, * 6. Mai 1967 in Rumänien) ist ein rumänisch-US-amerikanischer Mathematiker, der sich mit Analysis beschäftigt.

## Leben
Tataru wuchs in Piatra Neamț in Rumänien auf und gewann als Schüler dreimal die nationale und zweimal die internationale Mathematikolympiade. Er studierte an der Universität Iași. Seine Diplomarbeit 1990 bei Viorel Barbu war über Hamilton-Jacobi-Gleichungen in Banachräumen und nichtlineare Halbgruppen, sie gewann einen Preis der rumänischen Akademie der Wissenschaften (Gheorghe-Țițeica-Preis). 1992 promovierte er an der University of Virginia bei Irena Lasiecka. Danach war er Assistant Professor an der Northwestern University, wo er 1996 Associate Professor und 1999 Professor wurde. Ab 2001 ist er Professor an der University of California, Berkeley. 1995 bis 1997 war er am Institute for Advanced Study.
Tataru beschäftigt sich mit Carleman Abschätzungen und Fragen der eindeutigen Fortsetzbarkeit partieller Differentialgleichungen mit Anwendungen in der Kontrolltheorie. Später vor allem mit nichtlinearen dispersiven partiellen Differentialgleichungen und ihren Verbindungen zur harmonischen Analyse, Geometrie und mathematischen Physik.
2002 erhielt er den Bôcher Memorial Prize für seine Arbeit On Global Existence and Scattering for the Wave Maps Equations über die in geometrischem Zusammenhang wichtige Wave-Map, eine verallgemeinerte Wellengleichung. Tatarus Arbeit war die Voraussetzung für die von Terence Tao erzielten Fortschritte zur Regularität dieser Gleichungen.
Er ist Ehrenmitglied des Simion Stoilow Instituts für Mathematik in Bukarest. 2002 war er Invited Speaker auf dem Internationalen Mathematikerkongress (ICM) in Peking (Nonlinear wave equations). Von 1995 bis 1997 war er Sloan Research Fellow. Er ist Fellow der American Mathematical Society und wurde 2014 in die American Academy of Arts and Sciences aufgenommen.